# Ндиайе, Адама
Адама Аманда Ндиайе (фр. Adama Amanda Ndiaye) — сенегальский модельер. Она также носит имя Адама Пэрис, являющееся названием лейбла, которым она владеет и управляет. Её изделия, которые производятся в Марокко, можно найти по всему миру, в том числе в Нью-Йорке, Токио, Лондоне и Париже. Ей приписывают основание Недели чёрной моды (Black Fashion Week).

## Жизнь
Ндиайе родилась в Киншасе, Заир, выросла в Европе, где её родители служили дипломатами. Она оставила банковскую карьеру в Европе, чтобы заняться модным дизайном в своей родной стране. Африка имеет долгую историю дизайна, но и борьбы за то, чтобы её приняли в массах, и привлечение капитала для её бизнеса было трудным. Чтобы сделать африканский дизайн более заметным, Ндиайе создала выставку на Неделе моды в Дакаре. К 2012 году, на десятом году проведения шоу, оно привлекло тридцать дизайнеров из девяти стран Африки и Азии, аудитория приехала со всего мира, а операционный бюджет составлял более 80 миллионов франков КФА (около 150 000 долларов США). Адама также организовывала мероприятия Black Fashion Week в Праге, Чехия, и Баии, Бразилия.
Дизайн Ндиайе вдохновлен большими городами и глобализмом. В интервью Vogue Italia она заявила: «По большей части я черпаю вдохновение из больших городов… Моей целью было и остаётся делиться со всеми современными женщинами одной модой без границ».
Ндиайе отметила, что во многих африканских странах религиозные возражения не позволяют дизайнерам заниматься своей профессией. Она считает, что в целом толерантная культура Сенегала обеспечивает благоприятную среду. Вместе с другими африканскими дизайнерами она также выступала за увеличение финансирования и доступа к кредитам от правительств, чтобы способствовать инновациям и созданию рабочих мест в индустрии моды.